# Mäntyjärvi (sjö i Mellersta Finland)
Mäntyjärvi är en sjö i Finland. Den ligger i kommunen Pihtipudas i landskapet Mellersta Finland, i den centrala delen av landet, 300 km norr om huvudstaden Helsingfors. Mäntyjärvi ligger 163 meter över havet. I omgivningarna runt Mäntyjärvi växer i huvudsak blandskog. Den är 1,1 meter djup. Arean är 20,6 hektar och strandlinjen är 2,11 kilometer lång. Sjön  ingår i Kymmene älvs huvudavrinningsområde. 